# Philippe Lazzarini
Pour les articles homonymes, voir Lazzarini.
Philippe Lazzarini, né en 1964 à La Chaux-de-Fonds, de nationalité suisse et italienne, est commissaire général de l'Office de secours et de travaux des Nations Unies pour les réfugiés de Palestine dans le Proche-Orient (UNRWA) depuis 2020.

## Biographie
Philippe Lazzarini naît en 1964 à La Chaux-de-Fonds, dans le canton de Neuchâtel.
Il obtient un baccalauréat en économie de l'Université de Neuchâtel et un master en administration des affaires de la Faculté des hautes études commerciales de l'Université de Lausanne.
Il est nommé en 1989 au Comité international de la Croix-Rouge (CICR). Il travaille au Sud-Soudan, au Liban, en Jordanie et à Gaza. Il dirige les opérations du CICR en Bosnie, en Angola et au Rwanda. Il est chef adjoint du département de communication du CICR.
En septembre 1999, il rejoint, en tant que chef du département marketing, l'Union bancaire privée à Genève.
En 2003, il est nommé au Bureau des Nations Unies pour la coordination des affaires humanitaires (OCHA) comme coordinateur de zone à Mossoul (Irak) puis chef du bureau d'OCHA en Angola, en Somalie et, entre 2008 et 2010, dans les territoires palestiniens occupés. En 2010, il est  directeur adjoint de la Division de coordination et d'intervention d'OCHA et, en 2013, représentant spécial adjoint du secrétaire général, coordonnateur résident et humanitaire des Nations unies et Représentant résident du Programme des Nations unies pour le développement (PNUD) en Somalie.
Le 24 avril 2015, le secrétaire général des Nations unies Ban Ki-moon annonce qu'il le nomme coordonnateur spécial adjoint pour le Liban, succédant à Ross Mountain ; à ce titre, il travaille sous la direction des coordonnateurs spéciaux successifs Sigrid Kaag (2015-2017), Pernille Dahler Kardel (2017-2019) et Ján Kubiš (2019-2020).
En 2020, le secrétaire général de l'ONU, António Guterres, le nomme commissaire général de l'Office de secours et de travaux des Nations Unies pour les réfugiés de Palestine dans le Proche-Orient (UNRWA).
Depuis le début de la guerre à Gaza en octobre 2023, Philippe Lazzarini fait l’objet d’attaques virulentes de la part des autorités israéliennes. Israël Katz, le ministre israélien des Affaires étrangères, l’a appelé à démissionner. Son autorisation de résidence d’un an en Israël est révoquée par l’État hébreu, qui ne lui accorde plus que des visas d’un mois. L'UNRWA est plus largement la cible d’une campagne de déstabilisation, les autorités israéliennes réclamant l’arrêt de son financement par la communauté internationale et envisageant de la faire classer « organisation terroriste » par son Parlement, tout en bloquant l’entrée de ses convois d’aide dans la bande de Gaza et entravant le mouvement de ses enseignants et de ses médecins en Cisjordanie.

## Vie privée
Philippe Lazzarini est marié et père de quatre enfants. Son épouse, Antonia Mulvey, est une avocate britannique, fondatrice et directrice exécutive de l'association Legal Action Worldwide (LAW).

## Publications et entretiens
- Philippe Lazzarini, « Nous devons empêcher que l'aide humanitaire ne soit utilisée comme arme de guerre », Los Angeles Times, 9 décembre 2023
- Philippe Lazzarini sur HARDtalk avec Stephen Sackur, 30 novembre 2023
- Philippe Lazzarini, « Le carnage doit cesser. L'heure d'un cessez-le-feu à Gaza », The Washington Post, 8 novembre 2023
- Philippe Lazzarini, "Je dirige l'agence des Nations Unies pour les réfugiés de Palestine. L'histoire nous jugera tous s'il n'y a pas de cessez-le-feu à Gaza", The Guardian, 26 octobre 2023
- Philippe Lazzarini et Martin Griffiths, « L'humanité doit prévaloir à Gaza », The Financial Times, 17 octobre 2023
- « Il est temps de revitaliser l'économie du Liban », The Daily Star (Liban) 17 juin 2016
- « Les leçons apprises du Liban au Sommet mondial sur l'action humanitaire », L'Orient-Le Jour, 25 avril 2016
- « Sortir le Liban du bord de la crise », The Daily Star (Liban), 28 janvier 2016
- « Les héros silencieux du Liban », The Daily Star (Liban), 19 août 2015
- Lazzarini placera les besoins du Liban en tête des priorités de l'agenda mondial, As-Safir, 15 janvier 2016
- Entretien de Lazzarini avec le journal Annahar, 30 septembre 2015
- Somalie : L’alerte précoce devrait déclencher une action précoce (VIDEO), Bureau des Nations Unies pour la coordination des affaires humanitaires, 22 octobre 2014
- Bureau des Nations Unies pour la coordination des affaires humanitaires